# Petrophile crispata
Petrophile crispata är en tvåhjärtbladig växtart som beskrevs av Robert Brown. Petrophile crispata ingår i släktet Petrophile och familjen Proteaceae. Inga underarter finns listade i Catalogue of Life.